# Mitja vida (Star Trek: La nova generació)
"Mitja vida" (títol original en anglès "Half a Life") és el 22è episodi de la quarta temporada de la sèrie de televisió de ciència-ficció estatunidenca Star Trek: La nova generació, i el 96è de tota la sèrie. Es va emetre originalment en redifusió als Estats Units el 6 de maig de 1991. L'episodi va ser el primer de la sèrie escrita per Peter Allan Fields, que més tard es va unir a l'equip de guionistes. El director Les Landau va dir que "Mitja vida" era una obra de teatre moral sobre "com la societat tracta la gent gran".
Ambientada al segle XXIV, la sèrie segueix les aventures de la tripulació de la nau de la Flota Estel·lar de la Federació Enterprise-D sota el comandament del capità Jean-Luc Picard. En aquest episodi, Lwaxana Troi (Majel Barrett) s'enamora de Timicin (David Ogden Stiers), un científic de Kaelon que intenta posar a prova les seves teories d'ignició estel·lar amb l'esperança de salvar l'estrella moribunda del seu món. L'experiment falla, i Lwaxana anima Timicin a continuar la seva investigació, però quan està a punt de complir seixanta anys, es prepara per a un suïcidi ritual. Segons la tradició cultural de Timicin, el seu poble tria voluntàriament l'eutanàsia per evitar que la gent gran es converteixi en una càrrega per a la generació més jove.
El repartiment va elogiar la història i l'expansió del personatge de Lwaxana. L'episodi va rebre crítiques positives, i els crítics van destacar les actuacions de Stiers i Barrett, la història d'amor del seu personatge i els canvis al personatge de Lwaxana.
L'episodi presenta la primera aparició de Michelle Forbes a la franquícia "Star Trek"; més tard apareixeria com a alferes Ro Laren durant la cinquena temporada.

## Argument
L'U.S.S. L'Enterprise porta a bord la mare excèntrica de Deanna Troi (Marina Sirtis), Lwaxana Troi (Majel Barrett), i el Dr. Timicin (David Ogden Stiers) de Kaelon II. Timicin és portat a bord per dur a terme un experiment que espera que salvi el seu planeta natal amenaçat, ja que el seu sol es troba en un estat de gairebé col·lapse.
La Federació recluta l' Enterprise per portar Timicin a un sol en un estat de decadència similar per dur a terme experiments que puguin proporcionar un mètode per salvar el sistema Kaelon de la destrucció.
En arribar a la seva destinació, la tripulació ajuda Timicin a modificar els torpedes fotònics per llançar-los cap al sol intermediari, amb l'expectativa que reparin l'estrella danyada i demostrin que la tècnica es pot aplicar amb seguretat al sol Kaelon. Es disparen els torpedes i, tot i que l'experiment sembla funcionar inicialment, l'efecte és de curta durada i l'estrella explota. L' "Enterprise" torna a Kaelon II.
Timicin queda aixafat i, després d'algunes preguntes per part de Lwaxana, revela que hi ha altres coses que el preocupen. Timicin li diu a Lwaxana que està a punt de fer 60 anys, i a Kaelon II, tothom que arriba a aquesta edat realitza la "Resolució", un acte obligatori d'eutanàsia voluntària. Lwaxana s'indigna en assabentar-se d'això i ho fa saber al capità Jean-Luc Picard (Patrick Stewart).
Picard deixa clar a Lwaxana que, a causa de la Primera Directiva, no interferirà en els afers locals del planeta. Lwaxana intenta teletransportar-se al planeta per aturar el procés ella mateixa, però Deanna li ho impedeix, i la consola.
Després que Lwaxana i Timicin passin una nit junts, ell intenta explicar el costum de la Resolució. Li diu que els Kaelons havien de seleccionar una edat fixa perquè triar a l'atzar un moment per morir seria cruel. Lwaxana troba la pràctica bàrbara i es nega a acceptar la tradició Kaelon. Li explica a Timicin com una dona Betazed del seu planeta va lluitar amb èxit contra la tradició de portar perruques ornamentades que contenien animals vius i captius. Només va caldre una dona valenta per fer un pas endavant i posar fi a aquesta cruel tradició. (S'implica que la dona era la mateixa Lwaxana.)
Lwaxana també compara els plans de Timicin per acabar amb la seva vida amb la seva investigació per salvar la seva estrella. Si és hora de morir de Timicin, argumenta Lwaxana, potser també és hora que la seva estrella mori, així que per què hauria de continuar intentant evitar-ho? Timicin pensa en el que li ha dit Lwaxana.
L'anàlisi de Timicin de la prova fallida revela algunes opcions prometedores, però si segueix endavant amb la Resolució, ningú tindrà la seva experiència i coneixements per continuar la seva tasca de salvar el seu món. Preocupat, Timicin sol·licita asil a l'Enterprise per poder renunciar a la Resolució i continuar la seva investigació. B'Tardat (Terrence E. McNally), el ministre de Ciència de Kaelon II, s'indigna després d'assabentar-se de la sol·licitud d'asil de Timicin i envia dos naus de guerra per assegurar-se que l'Enterprise no abandoni el sistema amb Timicin a bord.
Quan Picard ordena a la tripulació del pont que analitzi les capacitats ofensives de les naus kaelonianes, en Timicin s'adona que la seva situació no és tan senzilla com esperava, ja que el seu planeta natal no acceptarà més informes seus, i li diuen que, fins i tot si troba una solució, no l'acceptaran.
Dara (Michelle Forbes), la filla d'en Timicin, es teletransporta a bord de l' "Enterprise" per insistir que torni a Kaelon II i se sotmeti a la Resolució. Li diu que no pot suportar la idea que sigui enterrat enlloc que no sigui al costat de la seva mare i, tot i que l'estima, s'avergonyeix d'ell. En Timicin s'adona que no és l'home adequat per forjar una revolució cultural i accepta tornar a Kaelon II. Lwaxana, malgrat el seu desacord, s'adona que la decisió d'en Timicin és seva. Com és costum que els seus éssers estimats siguin presents a la Resolució, Lwaxana es teletransporta per estar amb ell al seu costat en el moment de la seva mort.

## Repartiment i doblatge al català
La sèrie va ser doblada al català pels estudis Tramontana (primera part) i Soundtrack (segona part) i emesa a TV3 l’any 1991. Els dobladors de l'episodi foren:
| Personatge        | Actor/actriu        | Veu en català     |
| ----------------- | ------------------- | ----------------- |
| Jean-Luc Picard   | Patrick Stewart     | Joan Crosas       |
| William Riker     | Jonathan Frakes     | Antoni Forteza    |
| Data              | Brent Spinner       | Joaquim Sota      |
| Geordi La Forge   | LeVar Burton        | Aleix Estadella   |
| Worf              | Michael Dorn        | Enric Arquimbau   |
| Beverly Crusher   | Gates McFadden      | Aurora Garcia     |
| Deanna Troi       | Marina Sirtis       | Victòria Pagès    |
| Lwaxana Troi      | Majel Barrett       | Marta Padovan     |
| Miles O'Brien     | Colm Meaney         | Jaume Nadal       |
| Timicin           | David Ogden Stiers  | Josep Maria Ullod |
| Dara              | Michelle Forbes     | Teresa Manresa    |
| Ministre B'Tardat | Terrence E. McNally | Ramon Hernàndez   |
| Mr Homn           | Carel Struycken     | ?                 |

## Producció
"Half a Life" va ser el primer crèdit de Star Trek per al guionista Peter Allan Fields, que més tard coescriuria "La llum interior" amb Morgan Gendel abans de convertir-se en redactor de Star Trek: La nova generació durant la cinquena temporada. Abans d'escriure el guió, Fields va revisar "Refugi" i "Nimfomania", els dos episodis anteriors de Lwaxana Troi, però no els va utilitzar com a referències excepte per assenyalar el nivell de privilegi de Lwaxana. "Em vaig adonar que li dones tant com li deixen tenir. Ho acceptarà", va explicar.

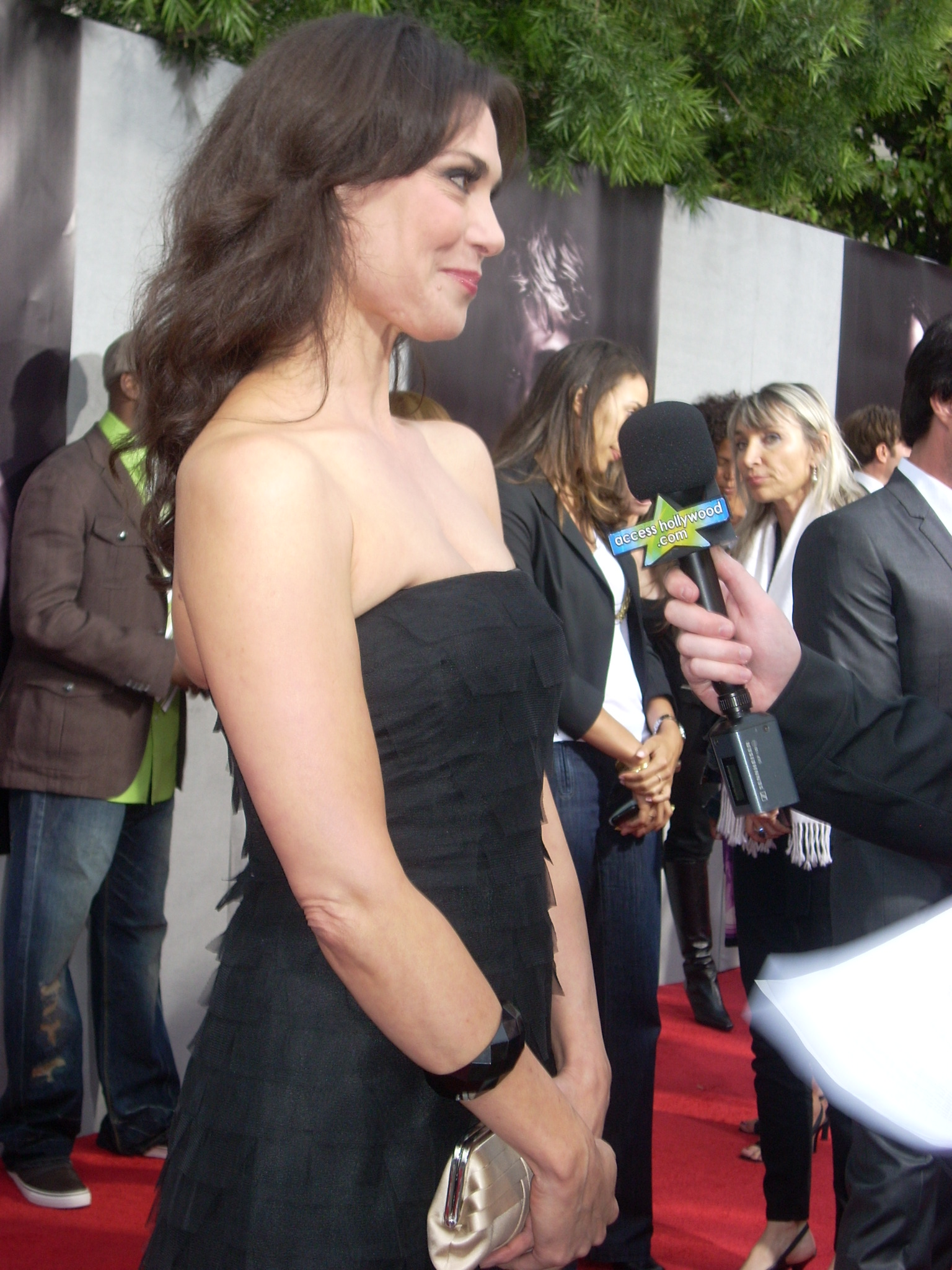
Michelle Forbes va fer la seva primera aparició a Star Trek a "Mitja vida".

Marina Sirtis, que va interpretar la filla de Lwaxana, Deanna Troi, a la sèrie, va pensar que, en comparació amb episodis anteriors, "Mitja vida" mostrava una faceta diferent de la mare del seu personatge. Les interaccions de Lwaxana a l'episodi, argumenta Sirtis, van ampliar considerablement el personatge; els episodis anteriors tenien la tendència de centrar-se al voltant de Deanna i Lwaxana. Sirtis i el director Les Landau van considerar que la trama de "Mitja vida" s'assemblava a una obra de teatre moral. Landau va assenyalar la similitud entre l'episodi i les trames d'estil moralista que el creador de la franquícia Gene Roddenberry va incloure a Star Trek (sèrie original).. "Tracta tot el tema de l'envelliment i de com la societat tracta la gent gran i, al meu entendre, va ser una de les històries més pertinents que he fet", va recordar Landau.

### Càsting
L'episodi va comptar amb la participació de David Ogden Stiers, més conegut pel seu paper com a major Charles Emerson Winchester III a la sèrie de televisió estatunidenca M*A*S*H. Stiers, fan de Star Trek: La nova generació, es va mostrar entusiasmat quan els productors li van preguntar si estaria interessat a aparèixer a la sèrie. Al plató durant la producció, Stiers va conèixer Gene Roddenberry, el productor de la sèrie, i va ser convidat a casa seva per assajar escenes amb la dona de Roddenberry, Majel Barrett. Stiers va descriure Roddenberry com "un vell grandiós, no pel seu comportament, sinó per la deferència de la gent cap a ell".
Parlant molt bé de la història de "Mitja vida", Stiers va indicar que l'ambient de l'episodi va accentuar el debat sobre la decisió de Timicin d'acabar amb la seva vida. "Va ser una peça emocionalment complexa. El guió va argumentar de manera força responsable ambdues cares [del suïcidi] i va deixar que l'espectador determinés si aquesta pràctica és acceptable o no", va dir Stiers. "Aquest episodi va ser més poderós que una simple discussió".
Michelle Forbes fa la seva primera aparició a La nova generació a "Mitja vida", en una actuació que la va portar directament a ser escollida posteriorment per al paper més important d'alferes Ro Laren, un personatge recurrent de la cinquena temporada en endavant.

## Recepció
"Mitja vida" es va estrenar per primera vegada als Estats Units el 6 de maig de 1991, en redifusió. Keith DeCandido, en una crítica per a Tor.com, va elogiar l'actuació de Stiers, dient que va fer "una actuació noble i matisada com a Timicin".
També va aprovar l'episodi, dient que era la primera vegada que Lwaxana Troi era tractada com un personatge real sense fer-lo avergonyir; alhora, DeCandido no va oblidar els problemes amb les seves aparicions anteriors a la sèrie. Tot assenyalant que era un dels millors episodis que presentava un debat sobre la Primera Directiva, DeCandido va recolzar la idea del guionista de no prendre partit pel que fa al suïcidi. "Aquesta és una història d'amor magnífica i tràgica, que pren un personatge prim i li dóna profunditat, que ens ofereix un personatge convidat bellament realitzat a Timicin (escollir Stiers va ser una obra mestra, ja que sempre aporta matisos subtils als seus papers), i que es pren seriosament els seus problemes", va escriure DeCandido. Va donar a l'episodi una puntuació de vuit sobre deu, i més tard va concloure que presentava "una de les històries d'amor més tràgiques de la sèrie".

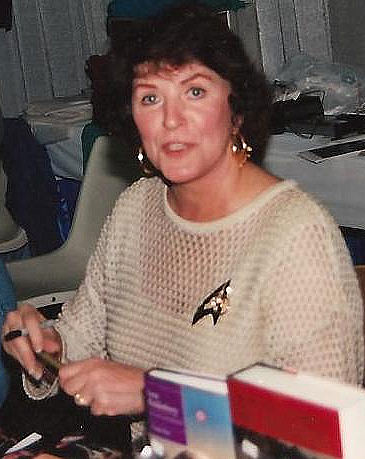
Els crítics van elogiar l'actuació de Majel Barrett a "Mitja vida".

Al seu llibre The Unauthorized Trek: The Complete Next Generation, James Van Hise i Hal Schuster van observar una millora significativa en l'actuació de Majel Barrett en aquest episodi en comparació amb les seves aparicions anteriors. Van dir que Barrett era "capaç de profunditat i sentiment", i van descriure el final de l'episodi com a "commovedor i inquietant". Una societat no hauria d'evolucionar naturalment per incloure el suïcidi ritual, argumenten Van Hise i Schuster, però els mètodes de control de la població com la política de fill únic a la Xina semblen estar vinculats a un efecte similar requerit, tot i que a través de mitjans diferents.
En la seva revisió de l'episodi de The A.V. Club, Zack Handlen va dir que Timicin va servir com un "excel·lent contrast" per a Lwaxana i la va fer "semblar menys ridícula". La relació entre Lwaxana i Timicin "té un nucli creïble", fins i tot si és "àmplia i possiblement precipitada", escriu Handlen. "Hi ha alguns moments poderosos... i per una vegada és agradable veure Lwaxana afegint, en lloc de restar, d'una història". Handlen, però, critica la configuració de la situació de Timicin, ja que va reduir la caracterització disponible per a alguns membres de l'equip d' "Enterprise". Malgrat el seu defecte, Handlen decideix que "l'episodi es redimeix en gran manera mantenint-se fidel al seu punt principal: no importa quant de temps et quedi, mai n'hi ha prou".
El 2017, Den of Geek va classificar David Ogden Stiers com a Timicin, a "Mitja vida" com un dels deu millors papers d'estrella convidada a "Star Trek:La nova generació".

## Mitjans domèstics
"Mitja vida" es va publicar per primera vegada en casset VHS als Estats Units i Canadà el 23 de juliol de 1996. Aquest episodi es va publicar amb la caixa del DVD de la quarta temporada de Star Trek: La nova generació, llançada als Estats Units el 3 de setembre de 2002. El primer llançament en Blu-ray va ser al Regne Unit el 29 de juliol de 2013, seguit dels Estats Units el 30 de juliol.